# Haß (film)
Haß è un film muto del 1920 diretto da Manfred Noa.

## Produzione
Il film fu prodotto da Franz Vogel per la sua casa di produzione, la berlinese Eiko-Film GmbH.

## Distribuzione
Uscì nelle sale cinematografiche tedesche nel gennaio 1920.